# Maple Grove (Michigan)
Maple Grove – jednostka osadnicza w Stanach Zjednoczonych, w stanie Michigan, w hrabstwie Benzie.